# Восточная дактилоптена
Восточная дактилоптена, или восточная летучка (лат. Dactyloptena orientalis), — вид лучепёрых рыб  семейства долгопёровых (Dactylopteridae). Морские придонные рыбы. Распространены в тропических и субтропических водах Индо-Тихоокеанской области. Максимальная длина тела 40 см.

## Описание
Тело массивное, удлинённое, почти квадратное в поперечном сечении. Тело покрыто костной чешуёй, которая образует продольные гребни. Каждая чешуйка с отчетливым гребнем. На задней части хвостового стебля крупные чешуйки в форме щитков. Вдоль тела проходит примерно в 45-47 рядов чешуи. Голова большая, несколько сплющена в дорсовентральном направлении в передней части; заключена в костный панцирь. Верхняя челюсть в значительной степени скрыта костями, окружающими глаз. Межглазничное пространство широкое, вогнутое; его ширина составляет 13—15% от стандартной длины тела. Глаза большие. Рот маленький, полунижний с крошечными зубами на обеих челюстях, сошнике и нёбных костях. В углу предкрышки расположен длинный шип; его окончание не заходит за окончание первой спинной колючки. Два спинных плавника; в первом спинном плавнике 5 колючих лучей; за ним следует колючка, редуцированная до костной точки; второй спинной плавник с 8 мягкими лучами отделён от первого спинного плавника глубокой выемкой. Перед первым спинным плавником на затылке располагаются две свободные колючки; в сложенном состоянии окончание первой колючки доходит до второго колючего луча в спинном плавнике; вторая колючка короткая. В анальном плавнике 6—7 мягких лучей. Хвостовой плавник с небольшой выемкой, удлинённый у взрослых особей (у молоди намного короче). Грудные плавники с горизонтальным основанием, разделены на две части: передней, образованной пятью короткими лучами, и задней с 27—30 длинными лучами, окончания которых доходят до основания хвостового плавника; каждый луч с короткими нитями, выходящими за внешний край луча. В брюшных плавниках один колючий и 4—5 мягких луча. Боковая линия отсутствует.

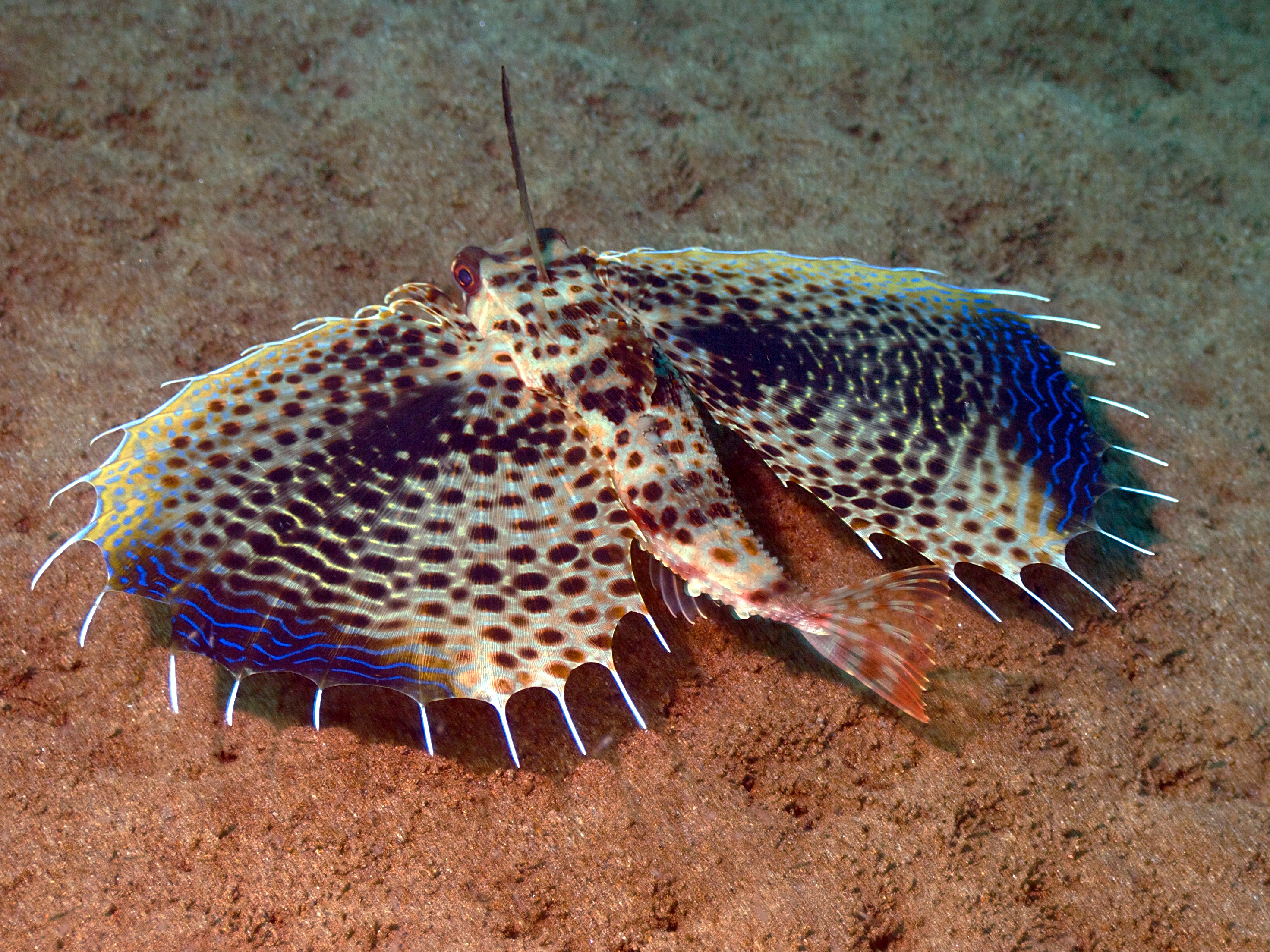

Окраска тела обычно желтовато-коричневая сверху и светло-коричневая снизу. По верхней части головы и тела разбросаны небольшие оранжевые точки; у особей крупнее 10 см обычно на верхней части головы есть большое тёмное пятно. На грудных плавниках беспорядочно разбросаны золотистые точки, более крупные в задней части. У мелких особей (длиной 50—65 мм) одно глазчатое тёмное пятно на нижней трети плавников. По хвостовому плавнику проходят четыре золотистые полосы. Золотистые полосы идут вдоль верхней части колючего спинного плавника.
Максимальная длина тела 40 см, обычно до 20 см.

## Биология
Морские придонные рыбы. Обитают на континентальном шельфе над песчаными грунтами на глубине от 1 до 100 м. Способны «ходить» по дну, используя для передвижения брюшные плавники и короткие лучи грудных плавников. Длинные лучи грудных плавников в спокойном состоянии прижаты к телу, а в случае опасности распрямляются для отпугивания хищников. Ведут одиночный малоподвижный образ жизни. Питаются ракообразными, моллюсками и мелкими рыбами.

## Ареал
Широко распространены в Индо-Тихоокеанской области от юга Африки до Красного моря и Персидского залива, включая Мадагаскар и Маскаренские острова. На север до Японии и островов Бонин; на восток до Тонга, Рапа-Ити, Гавайских островов и островов Питкэрн и на юг до Западной Австралии, Нового Южного Уэльса и Новой Каледонии. Единственный представитель рода, обнаруженный у океанических островов.